# Cuộc vây hãm Yorktown
Cuộc vây hãm Yorktown, còn được gọi là Trận Yorktown, đầu hàng tại Yorktown, Trận chiến Đức hay cuộc bao vây Little York, kết thúc vào ngày 19 tháng 10 năm 1781, tại Yorktown, Virginia, là một chiến thắng quyết định của lực lượng quân đội Lục địa Mỹ do Tướng George Washington và quân đội Pháp do Comte de Rochambeau chỉ huy trước quân đội Anh do Trung tướng Anh Charles Cornwallis chỉ huy. Đỉnh cao của chiến dịch Yorktown, cuộc bao vây là trận chiến lớn trên bộ cuối cùng của Chiến tranh Cách mạng Mỹ tại mặt trận Bắc Mỹ, Cornwallis đầu hàng, và cả ông và quân đội bị bắt, khiến chính phủ Anh phải đàm phán chấm dứt xung đột. Trận chiến đã thúc đẩy tinh thần Mỹ đang chùn bước và làm sống lại sự nhiệt tình của Pháp đối với cuộc chiến, cũng như làm suy yếu sự ủng hộ cho cuộc chiến ở Vương quốc Anh.
Năm 1780, 5.000 lính Pháp đã cập bến tại đảo Rhode để hỗ trợ đồng minh Hoa Kỳ trong các hoạt động chống lại người Anh kiểm soát thành phố New York. Sau khi công văn từ Pháp được phê duyệt, bao gồm khả năng hỗ trợ từ những hạm đội tàu Tây Ấn của Pháp do Comte de Grasse làm thống soái, Washington và Rochambeau đã yêu cầu thêm de Grasse hỗ trợ thêm để bao vây New York, hoặc trong các hoạt động quân sự nhằm mục đích chống lại quân Anh đang tung hoành ở Virginia. Theo lời khuyên của Rochambeau, de Grasse thông báo cho họ về ý tiến đội thuyền của mình tới vịnh Chesapeake, nơi Cornwallis đang chỉ huy của quân đội. Cornwallis lần đầu tiên đã khiến sĩ quan cấp cao hơn, Henry Clinton, hơi khó hiểu và cuối cùng đã được lệnh phải làm cho một cảng nước sâu để phòng thủ, ông bắt đầu thực hiện tại Yorktown, Virginia. Mọi hành động của Cornwallis ở Virginia đều bị lực lượng Lục quân Lục địa được dẫn đầu bởi Marquis de Lafayette theo dõi.
Quân đội Pháp và Mỹ hội quân ở phía bắc thành phố New York vào mùa hè năm 1781. Khi công văn của de Grasse đến nơi, quân đội hai bên bắt đầu di chuyển về phía Virginia, phao tin là đang lên kế hoạch bao vây New York để lừa người Anh và tất nhiên người Anh tin rằng sẽ có một cuộc bao vây New York xảy ra như đã lên kế hoạch. De Grasse dong buồm từ Tây Ấn và đến vịnh Chesapeake vào cuối tháng 8, mang thêm quân bổ sung và phong tỏa hải quân Yorktown. Ông đã vận chuyển 500.000 peso bạc thu thập từ các công dân của La Habana, Cuba để tài trợ các nguồn cung cấp dành cho chiến tranh và để tính lương cho quân đội Lục địa. Trong khi ở Santo Domingo, de Grasse đã gặp Francisco Saavedra de Sangronis, một đại diện của vua Carlos III của Tây Ban Nha. De Grasse đã lên kế hoạch để lại một số tàu chiến của mình tại Santo Domingo. Saavedra hứa hẹn hải quân Tây Ban Nha sẽ hỗ trợ trong việc bảo vệ đội thương thuyền của Pháp, và de Grasse có thể đưa hạm đội về phía bắc với tất cả các tàu chiến của mình. Trong những ngày đầu tháng Chín, ông đã đánh bại hạm đội Anh dẫn đầu bởi Ngài Thomas Graves, và người đang chuẩn bị đi cứu Cornwallis tại trận Chesapeake. Do chiến thắng này, de Grasse đã chặn toàn bộ đường thoát bằng biển của Cornwallis. Tại thời điểm Washington và Rochambeau đưa quân đến, và lực lượng lục quân và hải quân đã hoàn toàn bao vây Cornwallis.
Sau những chuẩn bị ban đầu, người Mỹ và người Pháp đã xây dựng những đường hào ngang đầu tiên và bắt đầu công thành. Với sự chống cự yếu đuối của Anh, Washington vào ngày 14, năm 1781 gửi hai đội hình dọc để thực hiện cuộc tấn công lớn cuối cùng vào các tuyến thủ thành ngoại vi. Quân Pháp chiếm được đồn lẻ số 9 và Mỹ chiếm đồn số 10. Với các hệ thống phòng thủ sụp đổ, liên quân đã có thể xây dựng được tuyến hào thứ hai của họ. Người Mỹ càng lúc càng siết chặt tuyến hào và tiếp tục bắn phá, tình hình của Anh bắt đầu xấu đi nhanh chóng và Cornwallis đã chấp nhận các điều kiện đầu hàng vào ngày 17. Sau hai ngày đàm phán, lễ đầu hàng đã diễn ra vào ngày 19, Cornwallis tránh mặt với lí do là bị ốm. Với việc bắt giữ hơn 7.000 binh sĩ Anh, cuộc đàm phán giữa Hoa Kỳ và Anh bắt đầu, kết quả là Hiệp ước Paris năm 1783.

## Dạo đầu

### Hợp tác Pháp-Mỹ
Ngày 20 tháng 12 năm 1780, Benedict Arnold khởi hành từ New York với 1.500 lính tới Portsmouth, Virginia. Trên đường đi ngang qua Richmond, Arnold đã cho quân đột kích, và đánh bại một đội dân quân vào ngày 5-7 tháng 1 năm 1781 trước khi tiếp tục đi tới Portsmouth. Đô đốc Destouches, người đã đến Newport, Rhode Island vào tháng 7 năm 1780 với một hạm đội gồm 5.500 binh sĩ, đã được Washington và tướng Pháp Rochambeau khích lệ. Sau đó Destouches đã mang hạm đội của mình về phía nam, và bắt đầu cuộc tấn công vào đội quân của Arnold. Marquis de Lafayette đã gửi 1.200 lính để cùng triển khai tấn công. Nhưng thực ra, Destouches không hề muốn gửi bất cứ một tàu nào và chỉ duy nhất một lần với ba tàu chiến vào tháng hai. Sau khi được chứng minh là không mang lại hiểu quả nào, ông mới tung ra một lực lượng lớn hơn với đội tàu gồm 11 chiếc vào tháng 3 năm 1781, và đã có một trận đánh bế tắc khi chiến thuật rối tung với hạm đội Anh do Benedict Arnold chỉ huy trước cửa vịnh Chesapeake. Destouches bắt buộc phải rút lui do nhưng hư hại nặng nề với đội tàu chiến và để Arbuthnot cùng với hạm đội Anh chấn giữ cửa vịnh.

## Diễn biến cuộc vây hãm

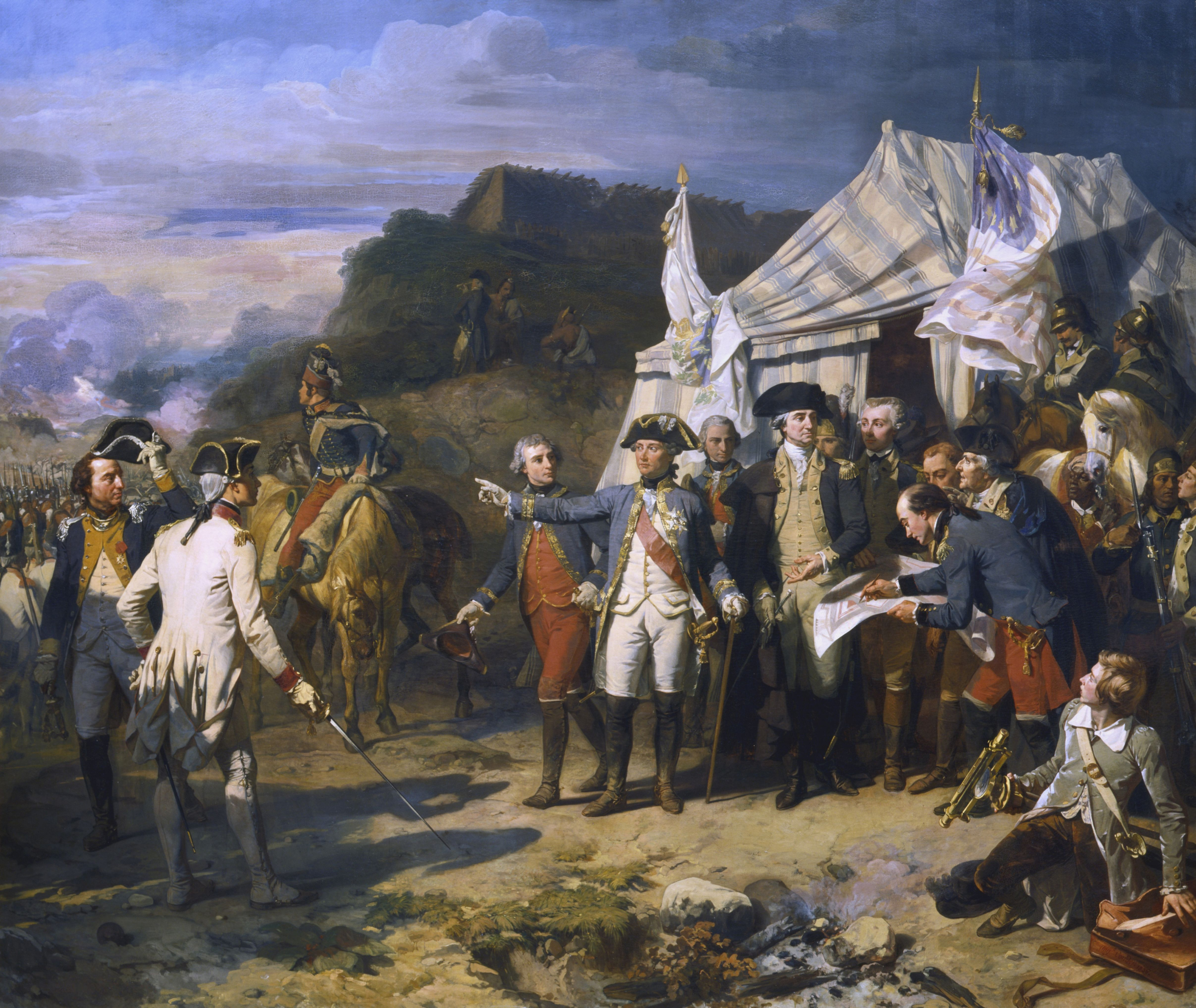
Siège de Yorktown bởi Auguste Couder, c. 1836. Rochambeau và Washington dặn dò binh lính những mệnh lệnh cuối cùng trước trận chiến.

### Những động thái ban đầu
Vào ngày 26 tháng 9, các phương tiện chở pháo binh, công cụ vây thành và một số lính bộ binh và xung kích của Pháp từ Elkton, Maryland, đầu phía bắc của Vịnh Chesapeake, đã đến. Washington tiếp nhận một đội quân gồm 7.800 người Pháp, 3.100 dân quân và 8.000 lục quân lục địa. Sáng sớm ngày 28 tháng 9, Washington rời Williamsburg để tiến đánh Yorktown. Người Pháp có vị trí bên trái trong khi người Mỹ có vị trí danh dự ở bên phải. Cornwallis lập một tuyến cố thủ gồm bảy đồn lẻ được liên kết bởi các công sự đắp đất cùng với nhiều ụ pháo phủ quát các khúc hẹp của sông York tại Gloucester Point. Ngày hôm đó, Washington cho khảo sát các tuyến phòng thủ của Anh và quyết định rằng liên quân có thể pháo kích cho tới khi người Anh chịu hàng. Người Mỹ và người Pháp ngủ ngoài trời vào đêm ngày 28, trong khi các nhóm công binh dựng cầu bắc qua đầm lầy. Một số lính Mỹ săn lợn rừng để ăn.
Vào ngày 29 tháng 9, Washington tiếp cận Yorktown và pháo binh Anh bắt đầu nã súng vào bộ binh của Mỹ. Trong suốt cả ngày, nhiều pháo của Anh đã khai hỏa nhưng có rất ít thương vong. Các cuộc giao tranh giữa lính súng trường Mỹ và Hessia Jäger cũng diễn ra.
Cornwallis hạ lệnh từ bỏ các tuyến phòng thủ ngoại vi, ngoại trừ đồn lính fusil phía tây thị trấn và các đồn lẻ 9 và 10 phía đông. Cornwallis cho các lực lượng Anh cũng cố các công sự đất xung quanh thị trấn ngay lập tức do ông mới nhận được một lá thư từ Clinton rằng 5.000 quân tăng viện sẽ tới nơi để giải vây trong vòng một tuần và ông muốn thắt chặt phòng tuyến của mình. Người Mỹ và người Pháp chiếm giữ các tuyến phòng thủ bị bỏ hoang và bắt đầu thiết lập các ụ pháo của riêng họ ở đó. Với hệ thống phòng thủ bên ngoài của Anh trong tay, các kỹ sư đồng minh bắt đầu bố trí chỗ đặt pháo binh. Liên quân nâng cấp công sự của người Anh và chiến hào của họ được đào sâu hơn. Người Anh cũng làm việc để cải thiện khả năng phòng thủ của họ.
Vào ngày 30 tháng 9, người Pháp tấn công đồn fusil của Anh. Cuộc giao tranh kéo dài hai giờ, người Pháp bị đẩy lùi, chịu nhiều thương vong. Vào ngày 1 tháng 10, đồng minh biết được từ những người đào ngũ bên Anh rằng, để tiết kiệm thực phẩm, người Anh đã giết hàng trăm con ngựa và ném xác chúng trên bãi biển. Trong trại của Mỹ, hàng ngàn cây đã bị đốn hạ để cung cấp gỗ cho công việc đào đất. Chuẩn bị cho các tuyến hào song song cũng bắt đầu.
Trong lúc liên quân đưa pháo vào vị trí, người Anh mở các đợt dội pháo đều để ngăn cản họ. Hỏa lực của Anh gia tăng vào ngày 2 và phe đồng minh bị thương vong vừa phải. Tướng Washington tiếp tục thực hiện các chuyến thăm lên mặt trận, bất chấp sự lo ngại của các sĩ quan về hỏa lực địch ngày càng tăng. Đêm 2 tháng 10, người Anh tiến hành một cơn bão lửa đánh lạc hướng trong khi họ di chuyển kỵ binh Anh đến Gloucester, để hộ tống một nhóm lính bộ binh kiếm thức ăn. Vào ngày 3, nhóm hái lượm, do Banastre Tarleton dẫn đầu, trong lúc đang làm nhiệm vụ thì chạm mặt Quân đoàn Lauzun và dân quân Virginia của John Mercer, do Marquis de Choisy lãnh đạo. Kỵ binh Anh nhanh chóng rút lui về phía sau hàng phòng thủ của họ, mất 50 người.
Đến ngày 5 tháng 10, Washington gần như đã sẵn sàng để mở tuyến song song đầu tiên. Đêm đó, những công binh và thợ mỏ làm việc, đặt những dải thông trên cát ướt để đánh dấu đường đi của chiến hào.

### Cuộc pháo kích
Sau khi màn đêm buông xuống vào ngày 6 tháng 10, quân đội di chuyển ra ngoài trong thời tiết bão bùng để đào tuyến hào song song đầu tiên: bầu trời u ám nhiều mây đã che lấp đi ánh trăng tròn sáng chói và che phủ cho hoạt động đào bới khổng lồ của liên quân khỏi con mắt theo dõi của lính gác Anh. Washington đập nhiều nhát cuốc nghi thức đầu tiên để khánh thành chiến hào. Rãnh dài 2.000 mét (1.800 m), chạy từ đầu Yorktown đến sông York. Một nửa chiến hào được người Pháp chỉ huy, nửa còn lại do người Mỹ lãnh đạo. Ở cực bắc của tuyến Pháp, một rãnh hỗ trợ đã được đào để họ có thể bắn phá các tàu của Anh trên sông.[40] Người Pháp được lệnh đánh lạc hướng người Anh bằng một cuộc tấn công nghi binh, nhưng người Anh đã hay tin về kế hoạch này qua một kẻ đào ngũ người Pháp và hỏa lực pháo binh từ đồn fusil dồn sang bên người Pháp.

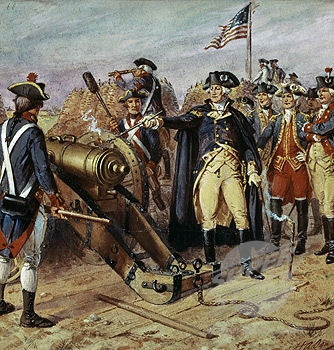
Washington bắn phát súng đầu tiên

Vào ngày 7 tháng 10, người Anh thấy rằng chiến hào của đồng minh suýt soát lọt vào tầm bắn của súng hỏa mai. Trong hai ngày tiếp theo, các đồng minh đã hoàn thành các vị trí đặt súng và kéo pháo vào hàng. Hỏa lực Anh bắt đầu giảm xuống khi họ thấy số lượng lớn pháo mà đồng minh sở hữu.
Đến ngày 9 tháng 10, tất cả các khẩu pháo của Pháp và Mỹ đã vào vị trí. Trong số các khẩu pháo của Mỹ bao gồm ba trường pháo 24 pound, ba trường pháo 18 pound, hai lựu pháo tám inch (203 mm) và sáu súng cối, tổng cộng mười bốn khẩu pháo. Vào lúc 3 giờ chiều, các tay súng Pháp mở đợt bắn chặn vào tàu frigate Anh, khiến HMS ''Guadeloupe'' phải băng qua sông York, nơi nó bị đánh đắm để ngăn chặn việc trưng dụng. Lúc 5 giờ chiều, người Mỹ nổ súng. Washington cho nổ phát súng đầu tiên; tương truyền rằng phát súng này đã bắn trúng vào một cái bàn nơi các sĩ quan Anh đang ăn. Đại bác của liên quân Mỹ-Pháp bắt đầu xé tan hàng phòng thủ của Anh. Washington ra lệnh cho pháo kích liên tục cả đêm để người Anh không thể tiến hành sửa chữa. Tất cả các khẩu súng của Anh bên sườn trái bị hủy diệt. Những người lính Anh bắt đầu dựng lều trong chiến hào của họ và bắt đầu đào ngũ với số lượng lớn. Một số tàu của Anh cũng bị hư hại bởi những quả đạn lạc bay vào bến cảng.
Vào ngày 10 tháng 10, người Mỹ phát hiện ra một ngôi nhà lớn ở Yorktown. Tin rằng Cornwallis có thể đóng quân ở đó, họ đã nhắm vào và nhanh chóng phá hủy nó. Cornwallis đã đánh chìm hơn một chục tàu của ông ở bến cảng. Người Pháp bắt đầu pháo kích vào các tàu của Anh và bắn trúng được tàu HMS Charon của Anh, khiến nó bốc cháy, và lần lượt khiến hai hoặc ba tàu khác bén lửa. Cornwallis nhận được tin mới từ Clinton rằng hạm đội Anh sẽ khởi hành vào ngày 12 tháng 10, tuy nhiên Cornwallis trả lời rằng ông sẽ không thể cầm cự được lâu hơn nữa.
Vào đêm ngày 11 tháng 10, Washington ra lệnh cho người Mỹ đào một chiến tuyến thứ hai. Nó nằm gần 400 yard (370 m) các tuyến của Anh, nhưng không thể mở rộng ra sông bởi vì các đồn lẻ số 9 và 10 của Anh đang cản đường. Trong đêm, pháo kích Anh tiếp tục dọi vào các tuyến cũ; Cornwallis không biết rằng một tuyến mới đang được đào. Đến sáng ngày 12, quân đội đồng minh đã ở vị trí trong tuyến mới.

### Tiến công các đồn lẻ

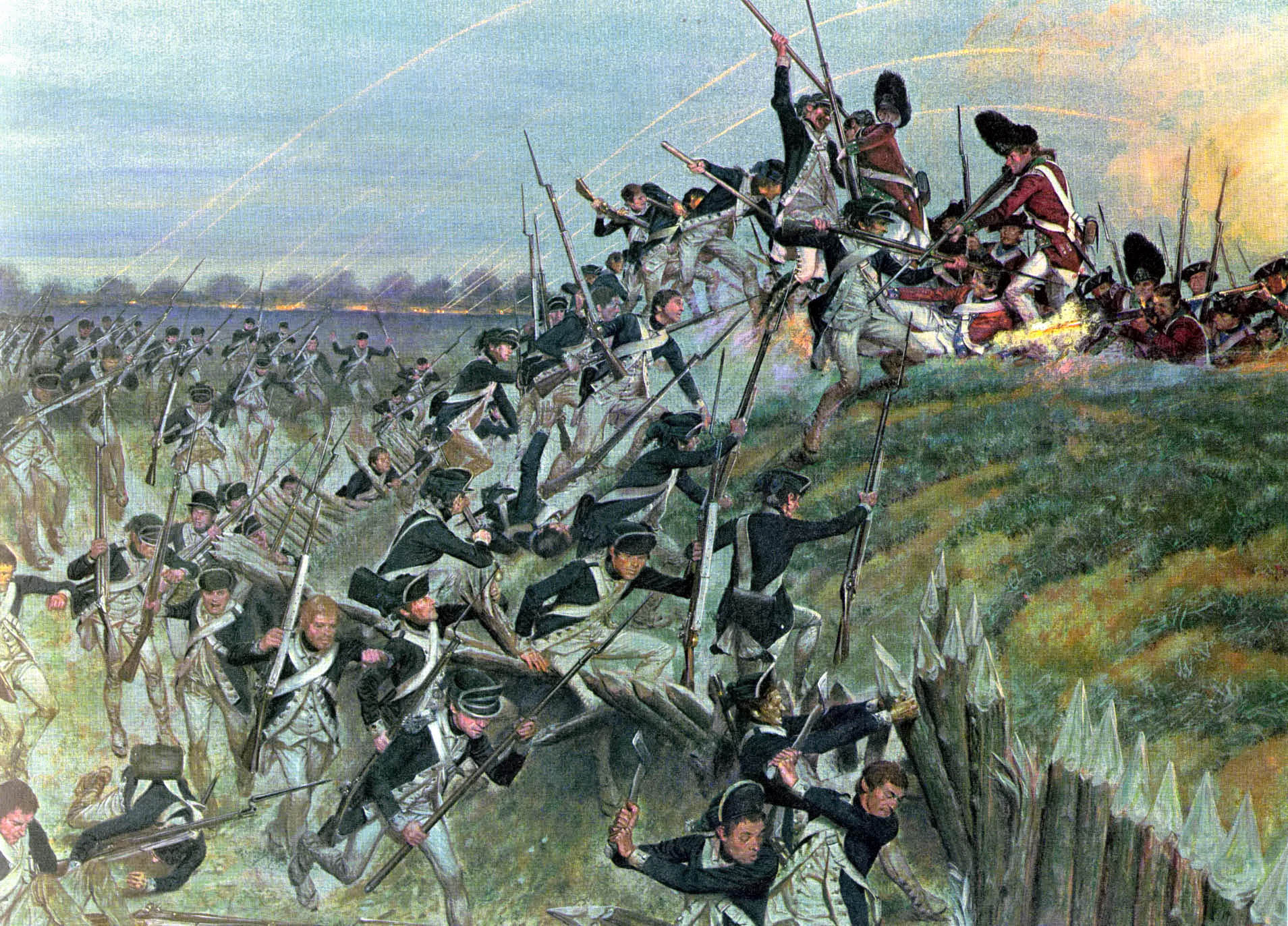
Càn quét Đồn #10

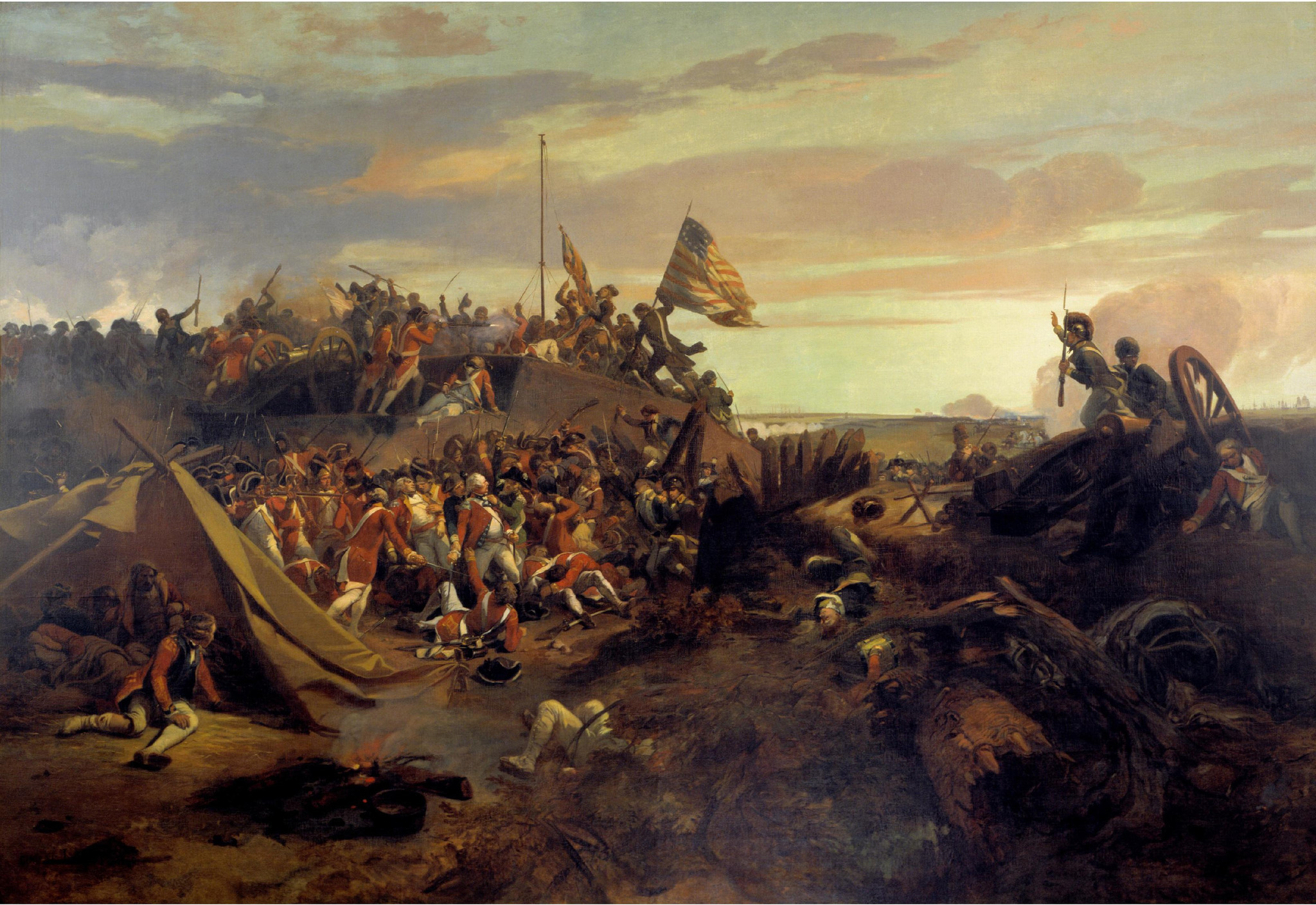
Cuộc càn quét Đồn lẻ Số 10, bởi Eugène Lami

Đến ngày 14 tháng 10, các chiến hào đã nằm trong phạm vi 150 yard (140 m) của đồn số 9 và số 10.[48] Washington ra lệnh cho tất cả các khẩu pháo trong tầm ngắm khai hỏa vào các đồn để làm suy yếu chúng chuẩn bị cho một cuộc tấn công vào tối hôm đó.[49] Washington đã lên kế hoạch sử dụng vỏ bọc của một đêm không trăng để có được yếu tố bất ngờ. Cùng với màn đêm đó, ông thêm vào sự im lặng, ra lệnh cho binh lính không được nạp súng hỏa mai cho đến khi tới được công sự; cuộc đột kích sẽ được thực hiện với "thép lạnh". Đồn lẻ số 10 nằm gần sông và chỉ có 70 lính gác, trong khi đồn lẻ số 9 cách bờ sông một phần tư dặm vào trong đất liền, và được giữ bởi 120 lính Anh và Đức. Cả hai đồn trú đều được củng cố với những đống cây cản bao quanh, cùng với những bờ mương bùn bao quanh các đồn ở khoảng cách 25 yard (23 m).[48] Washington đã nghĩ ra một kế hoạch trong đó người Pháp sẽ tiến hành một cuộc tấn công nghi binh vào đồn fusil, và sau đó nửa giờ, Pháp sẽ tấn công đồn 9 và người Mỹ tiến công đồn 10.[49][51] Đồn 9 sẽ bị tấn công bởi 400 binh sĩ chính quy của Trung đoàn Hoàng gia Deux-Ponts dưới sự chỉ huy của Bá tước Deux-Ponts và đồn 10 sẽ bị tấn công bởi 400 binh sĩ bộ binh hạng nhẹ dưới sự chỉ huy của Alexander Hamilton.[51] Có một cuộc tranh cãi ngắn về việc ai sẽ chỉ huy cuộc tấn công vào đồn số 10. Lafayette tin tưởng cho trợ lý của ông, Jean-Joseph Sourbader de Gimat, người chỉ huy một tiểu đoàn bộ binh hạng nhẹ của quân Lục địa. Tuy nhiên, Hamilton phản đối, nói rằng ông là sĩ quan cao cấp. Washington đồng tình với Hamilton và giao cho ông ta dẫn đầu cuộc tấn công.

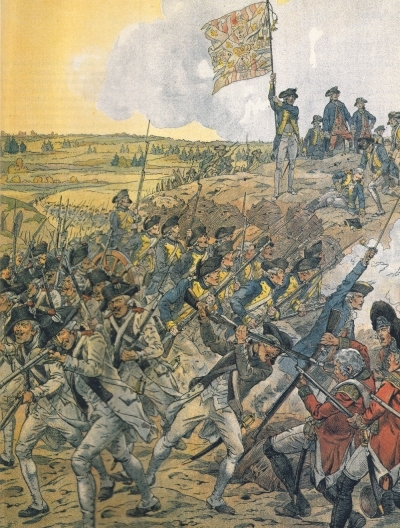
Càn quét Đồn #9

Vào lúc 6:30 chiều, tiếng súng vang rền mở màn cho cuộc tấn công nghi binh vào đồn fusil. Ở những nơi khác trong chiến tuyến, các động thái dường như chỉ đến một cuộc tấn công chính diện vào Yorktown, khiến người Anh hoảng loạn. Với các lưỡi lê được chuẩn bị, người Mỹ tiến về phía Đồn số 10. Hamilton đã gửi Trung tá John Laurens đánh vòng ra sau để ngăn cả người Anh trốn thoát. Người Mỹ tiến đến được đồn lẻ và bắt đầu phạt hết đống cây bằng rìu. Một lính gác người Anh phát hiện và báo thức đồng đội, bắn vào người Mỹ. Người Mỹ xung phong với lưỡi lê của họ về phía chiến lũy. Họ mở đường qua đám cây cản, vượt qua một con hào và trèo lên lan can vào đồn. Người Mỹ tràn vào được trong đồn, bị rơi xuống những cái lỗ khổng lồ tạo ra bởi cuộc pháo kích khai mào trước đó. Hỏa lực của Anh rất mạnh, nhưng người Mỹ vẫn áp đảo được họ. Một người lính tiên phong hét lên: "Xông vào các anh! Pháo đài là của chúng ta!" Người Anh ném lựu đạn vào người Mỹ nhưng không mấy hiệu quả. Những người trong chiến hào trèo lên vai đồng đội để xâm nhập vào đồn. Cuộc chiến giáp lá cà đã áp chế hoàn toàn người Anh tại đồn này và gần như toàn bộ lính Anh bị bắt, bao gồm cả chỉ huy của đồn, Thiếu tá Campbell. Trong cuộc tấn công, người Mỹ mất 9 người và 25 người khác bị thương.
Cuộc tấn công của Pháp bắt đầu đồng thời, nhưng họ bị chặn đứng bởi đống cây cản, vốn không bị tổn hại bởi hỏa lực pháo binh.[56] Người Pháp bắt đầu phạt đống cây khiến cho một lính gác Hessian bước ra và hỏi to là ai đang ở đó. Không thấy có ai trả lời, viên lính gác đã nổ súng và những người lính Hessian khác trên lan can cũng nổ súng theo.[57] Quân Pháp bắn trả, và sau đó xông vào đồn. Người Đức đánh cản những người Pháp trèo qua tường nhưng Pháp bắn nhiều phát súng yểm trợ, đẩy lùi người Đức. Người Hessian sau nấp sau một số thùng chứa và cố thủ nhưng từ bỏ và đầu hàng khi thấy người Pháp đang chuẩn bị một cuộc tiến công tiếp theo.
Với việc chiếm đóng các đồn 9 và 10, Washington đã có thể pháo kích vào thị trấn từ ba hướng và đồng minh đã chuyển một số pháo của họ vào các pháo đài này.[58][59] Vào ngày 15 tháng 10, Cornwallis chuyển tất cả súng của ông sang vị trí tiệm cận với pháo của đồng minh. Sau đó, ông ra lệnh cho một nhóm càn quét gồm 350 lính Anh dưới sự chỉ huy của Đại tá Robert Abercromby tấn công các chiến tuyến đồng minh và bịt đầu pháo của Mỹ và Pháp (tức là, cắm một mũi nhọn sắt vào lỗ điểm hỏa).[60] Liên quân đang ngủ và không chuẩn bị. Khi người Anh xung phong vào chiến hào, Abercromby hô to "Tiến lên các chàng trai dũng cảm, và lột da những thằng khốn đó!"[59] Quân Anh bịt hàng loạt các đại bác tại tuyến song song và sau đó bịt thêm những cỗ súng tại đồn đang được chuẩn bị dang dở.[61] Một nhóm người Pháp đến kịp thời và đẩy họ trở lại Yorktown. Người Anh đã bịt tổng cộng sáu khẩu súng, nhưng đến sáng tất cả chúng đã được sửa chữa.[61] Cuộc pháo kích lại tiếp tục với quân đội Mỹ và Pháp tham gia thi đấu để xem ai có thể gây sát thương cao nhất cho phòng tuyến của kẻ thù.[59]
Vào sáng ngày 16 tháng 10, nhiều đại bác của đồng minh đã tới và hỏa lực tăng cường.[61] Trong tuyệt vọng, Cornwallis đã cố gắng sơ tán quân đội của mình qua sông York đến Gloucester Point.[59] Tại Gloucester Point, quân đội Anh đã có thể vượt qua các tuyến của đồng minh và trốn vào Virginia và sau đó hành quân đến New York.[62] Một lượt thuyền đã trốn thoát thành công, nhưng một cơn gió mạnh đột ngột ập đến khi họ quay trở lại để đưa thêm binh lính, khiến cho việc di tản bất khả thi.[63]

### Anh đầu hàng

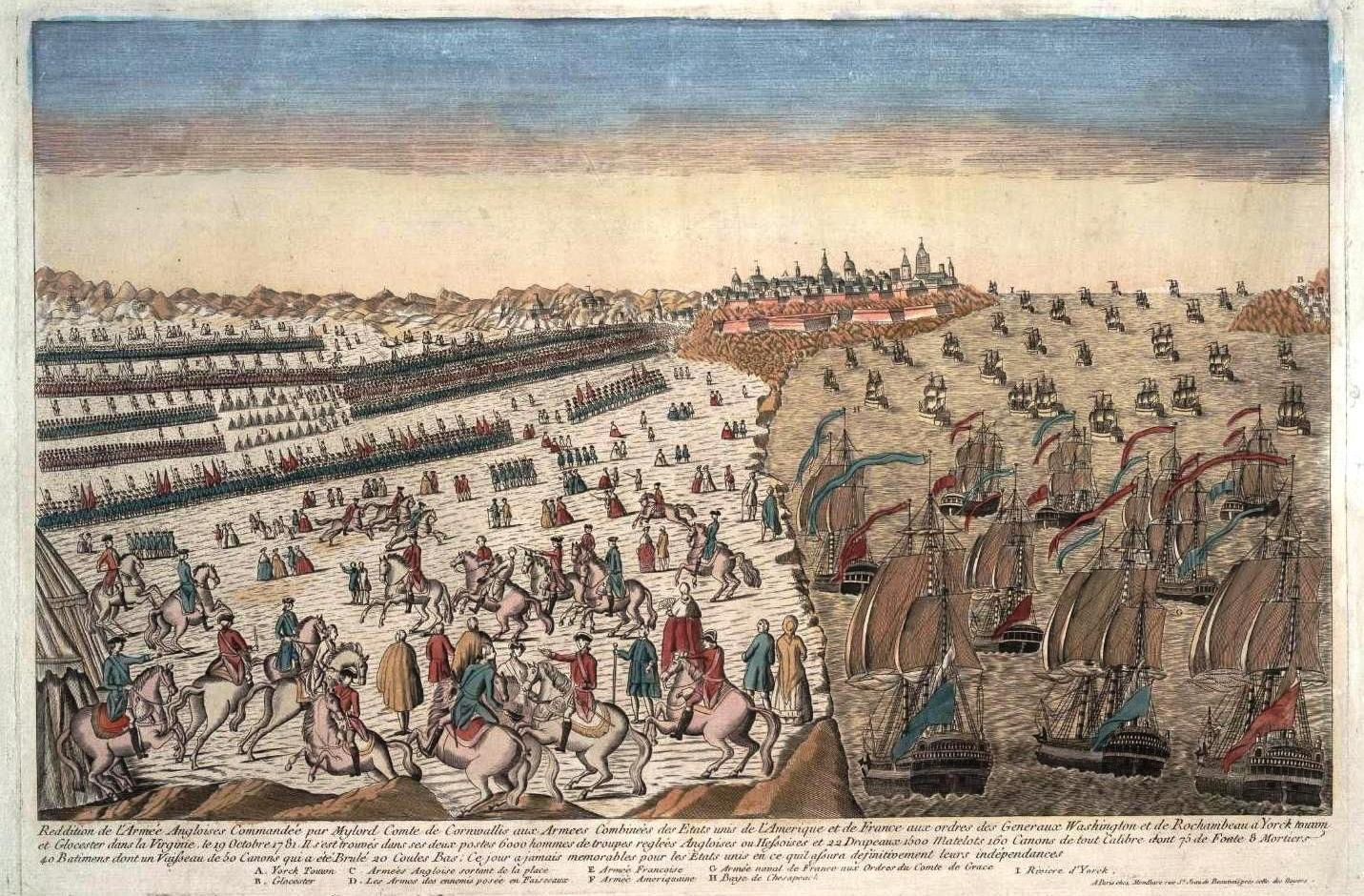
Toàn cảnh sự đầu hàng của người Anh tại Yorktown, với sự phong tỏa bờ biển của hạm đội Pháp

Hỏa lực tại Yorktown từ quân đồng minh nặng nề hơn bao giờ hết khi các khẩu pháo mới tham gia vào đội hình.[64] Cornwallis đã nói chuyện với các sĩ quan của mình ngày hôm đó và họ đồng ý rằng tình hình của họ là vô vọng. [65]
Vào sáng ngày 17 tháng 10, một lính đánh trống xuất hiện, theo sau là một sĩ quan vẫy chiếc khăn tay trắng.[66] Cuộc pháo kích chấm dứt, và viên sĩ quan bị bịt mắt và được dẫn ra phía sau chiến tuyến của Pháp và Mỹ. Các cuộc đàm phán bắt đầu tại Nhà Moore vào ngày 18 tháng 10 giữa Trung tá Thomas Dundas và Thiếu tá Alexander Ross (các đại biểu của người Anh) và Trung tá Laurens (đại diện cho người Mỹ) và Marquis de Noailles (đại diện cho người Pháp).[66] Để chắc chắn rằng không có bất đồng giữa Pháp và Mỹ vào phút chót, Washington cho lệnh rằng người Pháp sẽ được chia đúng phần bằng nhau trong mỗi bước của quá trình đầu hàng.[66]

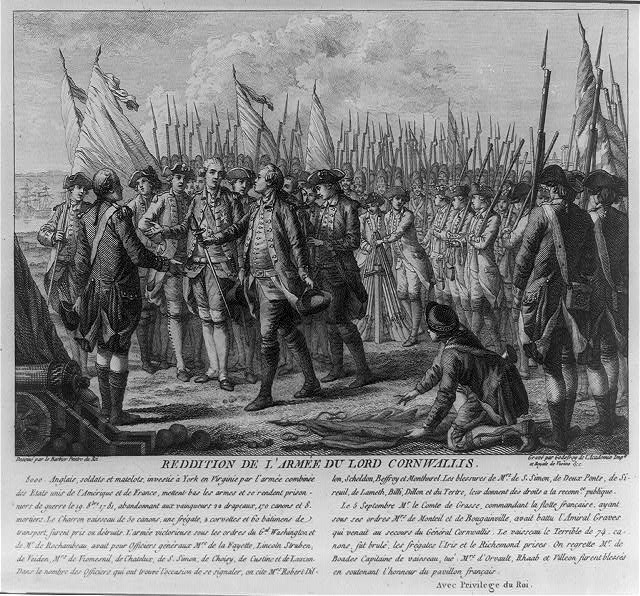
Sự đầu hàng của Hầu tước Cornwallis, 19, tháng Mười, 1781 tại Yorktown

Các điều khoản đầu hàng được ký kết vào ngày 19 tháng 10 năm 1781.[66] Các bên bao gồm Washington, Rochambeau, Comte de Barras (thay mặt cho Hải quân Pháp), Cornwallis và Thuyền trưởng Thomas Symonds (sĩ quan cao cấp của Hải quân Hoàng gia có mặt).[67] Lính Anh của Cornwallis được tuyên bố là tù nhân chiến tranh, họ sẽ được đối xử công bằng trong các trại ở Mỹ và các sĩ quan sẽ được phép trở về nhà sau khi được tha. Lúc 2:00 chiều, quân đội đồng minh tiến vào các vị trí của Anh, với người Pháp ở bên trái và người Mỹ ở bên phải. [66]
Người Anh đã yêu cầu có được danh dự chiến tranh truyền thống, cho phép quân đội của họ diễu binh với lá cờ bay, lưỡi lê trong tay và ban nhạc sẽ chơi một giai điệu của Mỹ hoặc Pháp tôn vinh chiến thắng của họ. Tuy nhiên, Washington kiên quyết từ chối trao cho người Anh danh dự này, do trước đó họ đã từ chối lời đề nghị tương tự của quân đội Mỹ bị đánh bại năm trước tại cuộc bao vây Charleston.[68] Do vậy, quân đội Anh và Hessian diễu hành với cờ rủ xuống và súng hỏa mai được vác trên vai, trong khi ban nhạc buộc phải đánh một bài "của Anh hoặc Đức."[G] Sách lịch sử Mỹ có nói về câu chuyện truyền miệng rằng ban nhạc Anh đã diễn bài "The World Turned Upside Down", nhưng câu chuyện này có lẽ chỉ là ngụy tác.[70][71]

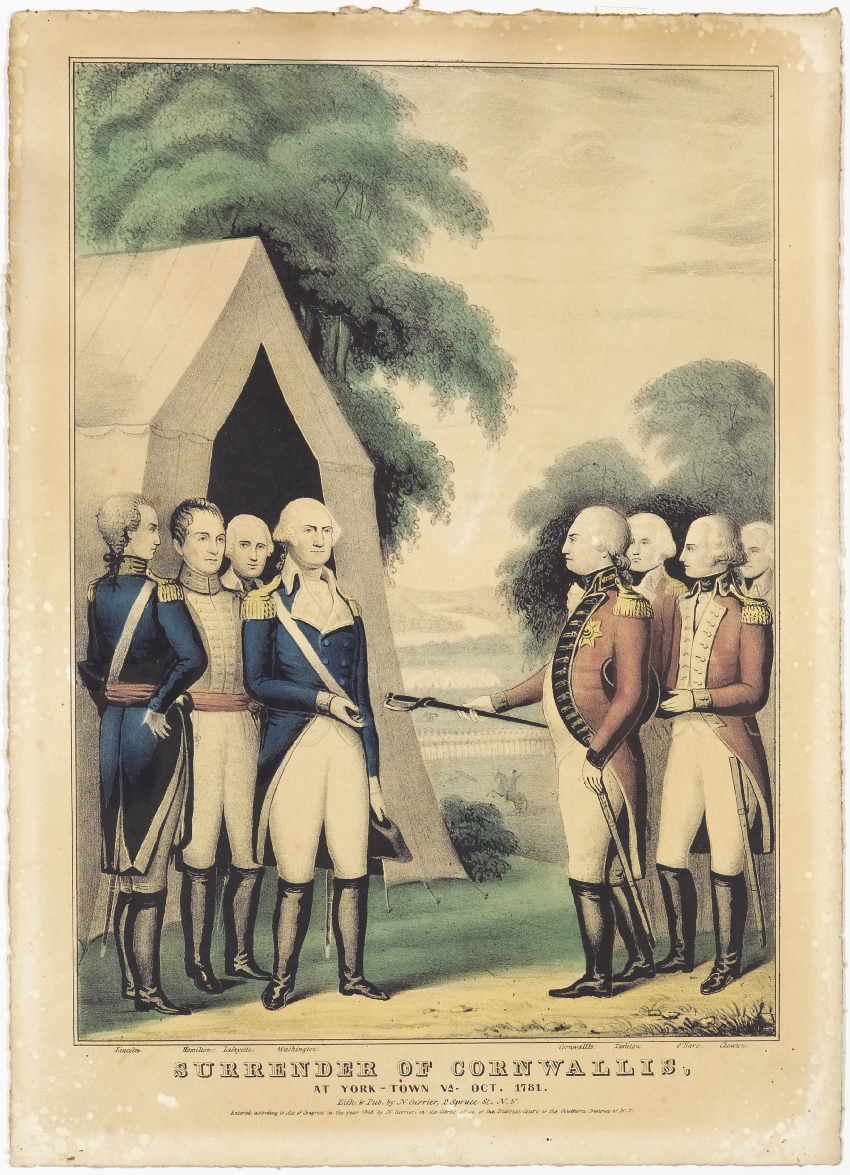
Đầu hàng của Cornwallis. Tại York-town, VA Tháng 10. 1781, Nathaniel Currier. Bảo tàng Nghệ thuật Đặc sắc D'Amour

Cornwallis từ chối tham dự lễ đầu hàng, viện lý do bệnh tật. Thay vào đó, Thiếu tướng Charles O'Hara dẫn đầu quân đội Anh ra chiến trường. Đầu tiên O'Hara muốn đầu hàng Rochambeau, người lắc đầu và chỉ vào Washington. O'Hara sau đó đã đưa thanh kiếm của mình cho Washington, người cũng từ chối và ra hiệu cho Benjamin Lincoln. Lễ đầu hàng cuối cùng cũng diễn ra khi vị chỉ huy thứ nhì này của Washington chấp nhận thanh kiếm của phó tướng Cornwallis.
Những người lính Anh diễu hành và hạ vũ khí xuống giữa quân đội Pháp và Mỹ, trong lúc nhiều thường dân theo dõi. Lúc này, quân đội ở bên kia sông tại Gloucester cũng đầu hàng. Các binh sĩ Anh đã được cấp đồng phục mới vài giờ trước khi đầu hàng và cho đến khi bị Tướng O'Hara ngăn cản, một số người đã ném súng hỏa mai với ý định phá hủy chúng. Những người khác khóc hoặc dường như say rượu. Tổng cộng, 8.000 quân, 214 khẩu pháo, hàng ngàn súng hỏa mai, 24 tàu vận tải, xe ngựa và ngựa bị tịch thu.

### Thương vong
Số thương vong của Pháp là 60 người chết và 194 người bị thương và thương vong của Mỹ là 28 người chết và 107 người bị thương: tổng cộng 88 người thiệt mạng và 301 người bị thương.
Thống kê thương vong chính thức của Anh cho cuộc bao vây được liệt kê là 156 người chết, 326 người bị thương và 70 người mất tích. Cornwallis đã đầu hàng 7.087 sĩ quan và những lính nhập ngũ ở Yorktown khi ông ta đầu hàng và thêm 8 thủy thủ từ hạm đội Anh trên sông York. 84 tù nhân khác đã bị bắt trong cuộc tấn công vào các đồn trú vào ngày 16 tháng 10. Vì chỉ có 70 người được báo cáo là mất tích, điều này cho thấy 14 người 'bị giết' trên thực tế đã bị bắt. Do vậy có tổng cộng 142 người chết, 326 tù nhân bị thương và 7.685 tù nhân khác. Jerome A. Greene đề cập đến một thống kê của Đức có số liệu cao hơn nhiều: 309 người chết và 595 người bị thương.